# Clerve
Clerve (luks. Klierf) je rijeka koja teče kroz Luksemburg, ulijevajući se u Wiltzom kod Kautenbacha na nadmorskoj visini od 250 m. Protječe kroz gradove Troisvierges i Clervaux, a uzvodno od Clervauxa nosi ime Woltz.

## Pritoke
| - Desne pritoke - Follmillbaach - Haardbaach - Brëllbaach - Rénkebaach - Weierbaach - Klengelbaach - Heffbaach - Kréimeschweier - Tretterbaach - Béischenderbaach - Reichelbaach - Bréisbich - Botteschbaach - Eselbaach - Froumeschbaach - Wiweschbaach - Baierbich - Weierbaach | - Lijeve pritoke - Boburen - Stauwelbaach - Luckeschbaach - Béilsbech - Wemperbaach - Reneschbaach - Millbech - Baach - Irbech - Pënscherbaach - Jopich - Krëpbaach - Kroodebaach |

## Vanjske poveznice
|  | Zajednički poslužitelj ima još gradiva o temi Clerve |